# Кроче (Фрозиноне)
Кроче је насеље у Италији у округу Фрозиноне, региону Лацио.
Према процени из 2011. у насељу је живело 36 становника. Насеље се налази на надморској висини од 332 м.